# 山田辰雄
山田辰雄（日语：／ Yamada Tatsuo；1938年1月7日—）是日本政治學者、歷史學者，亦是慶應義塾大學名譽教授。其師從石川忠雄，以對中國近現代史的研究而聞名於學術界。

## 生平
1938年1月7日，出生於東京都。1963年3月，自慶應義塾大學法學部政治學科畢業。1969年4月，擔任慶應義塾大學法學部專任講師，1979年9月28日，以論文〈中國國民黨左派之研究〉（「中国国民党左派の研究」），獲得慶應義塾大學法學博士學位。1989年10月1日至1995年9月30日間，擔任慶應義塾大學地域研究中心第二任所長。1995年10月至1999年9月間，擔任慶應義塾大學法學部長兼大學院法學研究科委員長。
為上一代中國研究的重要領軍人，培養了一大堆新世代仲中國研究者，曾指導的博士生包括松田康博、青山瑠妙、小嶋華津子、中央研究院近代史研究所黃自進等人。

## 著作

### 寫作之專書、教科書
- ，東京：慶応通信，1980年6月。
- ，東京：放送大学教育振興会，2007年4月。

### 編輯之專書、論文集、教科書、史料、辭典
- ，東京：慶応通信，1989年2月。
- ，東京：東方書店，1994年8月。
- ，與橋本芳一共編，東京：勁草書房，1995年6月。
- ，與小島朋之、小山三郎、嵯峨隆、家近亮子共編，東京：霞山会，1995年9月。
- ，與小山三郎、嵯峨隆、家近亮子共編，東京：霞山会／国書刊行会，2018年3月。
- ，東京：勁草書房，1996年4月。
- ，與中井良宏共編，東京：晃洋書房，1996年5月。
- ，東京：慶應義塾大学出版会，2001年6月。
- ，與小島朋之、小此木政夫共編著，東京：放送大学教育振興会，2004年3月。
- ，橘樸著，與家近亮子、浜口裕子共編，東京：慶應義塾大学出版会，2005年11月。
- ，與姫田光義共編，東京：慶應義塾大学出版会，2006年6月。
- ，與松重充浩共編著，東京：東方書店，2013年3月。

### 翻譯
- 鮑大可（Arthur Doak Barnett）著，與石川忠雄共譯，東京：鹿島出版会，1976年7月。